# Andrea Neves da Cunha
Andrea Neves da Cunha (Belo Horizonte, 15 de fevereiro de 1959), é uma jornalista brasileira. É irmã e braço-direito de Aécio Neves, ex-governador e senador por Minas Gerais. Andrea foi presidente do Serviço Voluntário de Assistência Social de Minas Gerais (Servas), de 2003 a janeiro de 2014. 

## Início de vida, família e educação

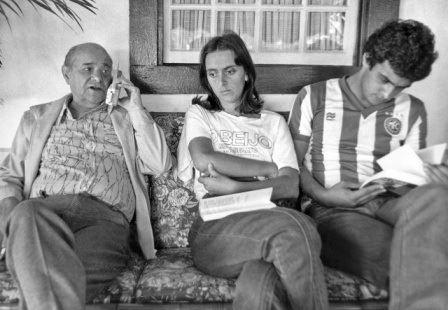
Andrea, Tancredo Neves e Aécio Neves em 1984.

Andrea Neves nasceu em Belo Horizonte em 15 de fevereiro de 1959. É filha de Aécio Ferreira da Cunha e de Inês Maria Neves da Cunha, sendo neta do ex-presidente Tancredo Neves (1910-1985) e do ex-deputado federal Tristão Ferreira da Cunha (1890-1974). É irmã de também político Aécio Neves. Andrea é casada com Luiz Márcio Haddad Pereira Santos, arquiteto, urbanista e ex-presidente da Fundação Biodiversitas. Tem uma filha, Maria Clara de seu primeiro casamento com o jornalista Herval Braz.
Nos anos 1970, Andrea e seus irmãos passavam as férias na fazenda da família em Cláudio, terra Natal da Dona Risoleta, viúva de Tancredo. Disputava com os irmãos quem montava melhor nas cavalgadas em que percorriam na vizinhança, tocavam violão e as serenatas eram acompanhadas de café com leite e pão de queijo.
Andrea o curso primário no Colégio Sacré-Coeur de Jesus, em Belo Horizonte, e o secundário no Colégio São Vicente de Paulo, no Rio de Janeiro. Formou-se em jornalismo pela Pontifícia Universidade Católica do Rio de Janeiro (PUC-Rio), em 1985. Na faculdade, Andrea militou no movimento estudantil, cuja principal bandeira de luta na época era a redemocratização do país, e fez campanha pela anistia de exilados políticos. Tomou parte também na campanha das Diretas-Já e participou do Movimento Jovem Pró-Tancredo, no Rio de Janeiro. Em 1985, fez parte da delegação brasileira que compareceu ao Encontro Internacional da Juventude, realizado em Cuba. Na ocasião, foi oradora oficial, em solenidade com a presença de Fidel Castro. Na virada dos anos 1980, visitou a Nicarágua, na época da Revolução Sandinista, de 1979.
Em 30 de abril de 1981, Andrea foi testemunha do Atentado do Riocentro. Ela tinha ido com o namorado ao show comemorativo ao Dia do Trabalho, com a participação do compositor Chico Buarque de Holanda. Saíram de Ipanema rumo ao Pavilhão Riocentro, na Barra da Tijuca. Chegaram atrasados e estacionaram em um canto afastado do estacionamento. No estacionamento, viram um homem ensanguentado. O ferido tentou pegar um táxi, mas o motorista recusou-se e não deu socorro. O casal deu assistência ao ferido e o acompanhou até uma barraca do Corpo de Bombeiros, mas como ele sangrava em profusão, e não havia tempo de aguardar a ambulância. Foram escalados para levá-lo ao hospital mais próximo e, durante o percurso ao hospital, o ferido não deu explicações do que tinha acontecido. Ela ainda não sabia, mas a pessoa que encharcou seu carro de sangue era o capitão Wilson Dias Machado, sobrevivente do atentado à bomba idealizado pela linha dura do regime militar. Uma das bombas que seria plantada pelos militares no show explodiu acidentalmente dentro do carro dos militares, no colo do sargento Guilherme Pereira do Rosário, que morreu na hora e feriu o capitão Wilson.

## Carreira

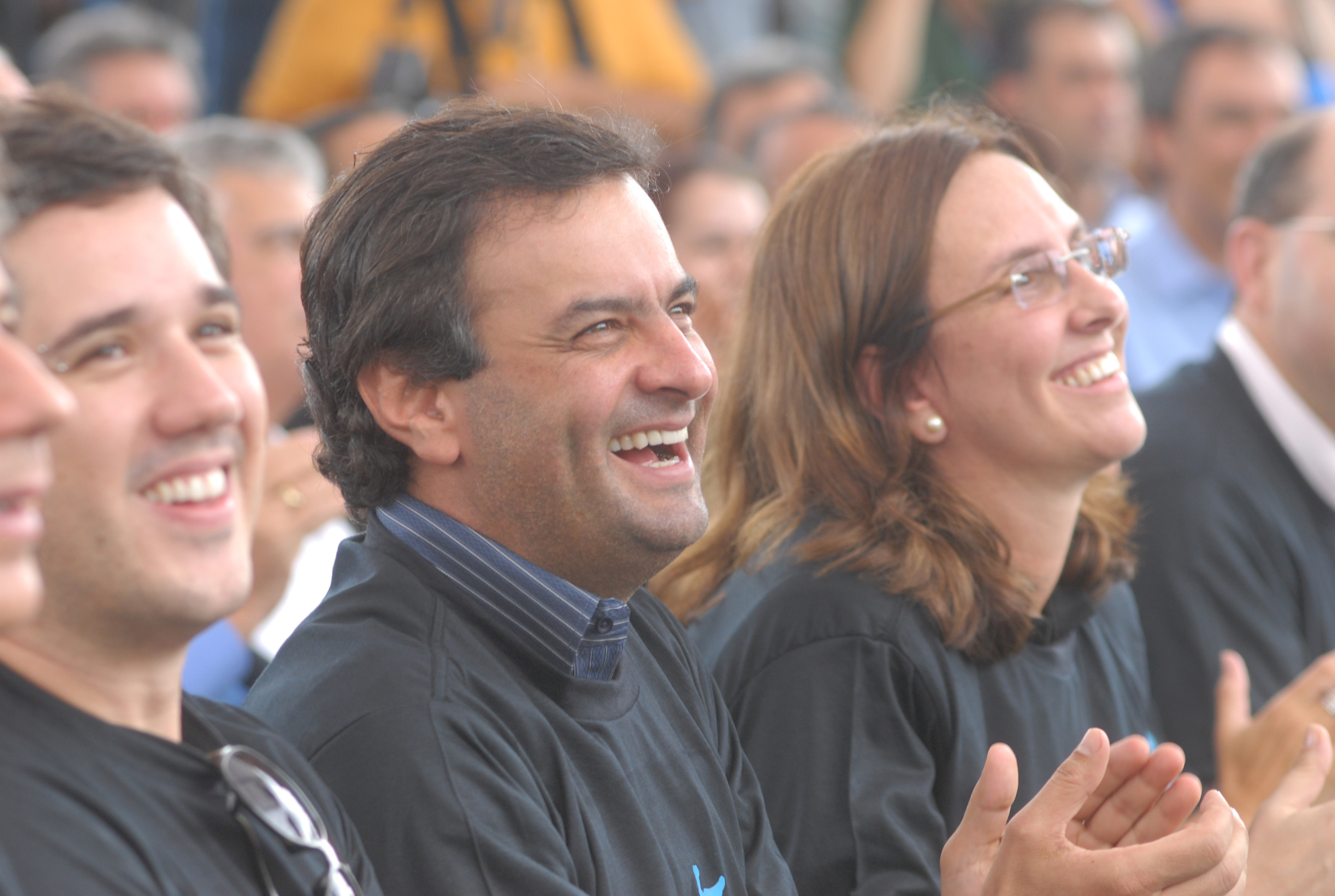
Andrea com o governador Aécio Neves, seu irmão, e o vocalista do Jota Quest, Rogério Flausino, no lançamento do projeto Vozes do Morro.

Sua primeira atividade profissional foi como pesquisadora do Centro de Pesquisa e Documentação da História Contemporânea do Brasil da Fundação Getúlio Vargas (CPDOC-FGV), no começo dos anos 80, no Rio de Janeiro. Ali, integrou a equipe que ajudou a organizar o acervo de Getúlio Vargas, considerado a principal referência sobre a vida do ex-presidente da República.
No início dos anos 80, Andrea colaborou como jornalista freelance na Revista de Domingo, do Jornal do Brasil e na Revista Pais & Filhos. No campo editorial, em 1986, Andrea coordenou a publicação do livro "São João del Rei". E, em 2005, concebeu e organizou a obra "Tancredo Neves, um Homem para o Brasil". Em 2010, como parte das comemorações do centenário de Tancredo Neves, trabalhou com o jornalista Mauro Santayana na organização da coletânea de discursos do ex-presidente.
A experiência de Andrea Neves na administração pública começou em 1990, quando foi Secretária-adjunta de Cultura do Governo de Minas Gerais, na gestão Hélio Garcia. Nessa função, esteve a cargo da coordenação das comemorações oficiais dos 200 anos da morte de Tiradentes, mártir da Inconfidência Mineira.
Com a eleição de seu irmão para o governo estadual, em 2003, Andrea fez parte do Grupo Técnico de Comunicação do Governo de Minas Gerais. Trata-se de um núcleo de trabalho que reúne os responsáveis pelas áreas de comunicação dos órgãos da administração direta e empresas públicas, entre outros, para estabelecer as diretrizes e a execução das políticas de prestação de contas do governo estadual à população. O grupo atua de forma colegiada e tem caráter consultivo e de assessoramento. Tem experiência em campanhas políticas, tendo participado de diversas campanhas eleitorais. Em 2013, foi eleita pela série iG, entre os 60 nomes mais poderosos do Brasil.
Em 2014, Andrea atuou na campanha estadual do PSDB em Minas Gerais e na campanha nacional do partido na área de comunicação. Andrea atua desde 1994, nas campanhas vinculadas ao PSDB. Comandou a coordenação da aplicação de recursos publicitários do governo de Minas Gerais no mesmo período em que veículos de imprensa de propriedade da família Neves recebiam verbas destinadas a anúncios publicitários do governo do Estado. A família possuía na época, quatro veículos de imprensa: as rádios Jovem Pan FM Belo Horizonte (afiliada à Jovem Pan FM), São João e Colonial e o jornal Gazeta de São João Del Rei.

## Gestão no SERVAS
Durante o governo de seu irmão Aécio Neves no governo de Minas, Andrea assumiu a presidência do Serviço Social Autônomo SERVAS – SSA – SERVAS MG, entidade sem fins lucrativos, criada há sete décadas pelo governo do estado para promover a responsabilidade e a inclusão social.
Entre 2003 e 2014, o SERVAS orientou programas, projetos e ações da instituição com foco no apoio a entidades de serviços assistenciais. Foi, ainda, criado o Movimento Minas solidária, parceria entre poder público estadual, municipal e sociedade civil que levou, entre outras ações, à construção de 953 moradias em 60 municípios para famílias desabrigadas pelas chuvas no estado. Na ocasião, ampliou o programa Vitavida que produziu mais de dez milhões de refeições desidratadas. Também valorizou a arte musical das comunidades da Região Metropolitana de Belo Horizonte por meio do programa Vozes do Morro. Na ocasião, criou o Programa Valores de Minas, que ofereceu a centenas de alunos da rede pública estadual cursos de teatro, dança, circo, música e artes plásticas. Também criou o Centro Mineiro de Referência em Resíduos (CMRR), um espaço aberto para apoiar prefeituras e empresas a pensar alternativas de transformação de resíduos em oportunidades de trabalho e renda.
- Movimento Minas Solidária

O Movimento Minas Solidária foi criado para enfrentar as tragédias trazidas pelas fortes chuvas que atingiram o Estado em 2003. O Movimento surgiu como uma nova forma de trabalho conjunto em Minas Gerais e se constituiu em um fórum envolvendo Governo do Estado, prefeituras, empresas, entidades de classe, veículos de comunicação e sociedade organizada, capaz de articular ações que têm como base a solidariedade humana. Sob a coordenação institucional do SERVAS e da Defesa Civil, foram arrecadados e distribuídos 2,1 milhões de donativos, beneficiando 201 municípios mineiros. Ao longo de 2003 e 2004, o Minas Solidária promoveu a articulação que permitiu a construção de 953 moradias em 60 municípios para famílias que perderam suas casas com as chuvas. Em 2008, o Movimento mobilizou empresas e entidades de classe que se somaram para mobiliar as novas casas que o Estado doou para as famílias desabrigadas pelo terremoto ocorrido em Itacarambi, em 2007.
- Valores de Minas

Em parceria com o Governo do Estado, o programa Valores de Minas oferecia anualmente a cerca de 500 de alunos da rede pública estadual, cursos de teatro, dança, circo, música e artes plásticas. Os alunos recebiam também mochila, uniforme, vale-transporte, lanche e almoço. Profissionais da rede pública participavam de cursos de especialização e os jovens recebiam aulas de reforço durante as férias escolares. Anualmente, um grande espetáculo, totalmente criado e produzido por esses jovens, orientados por seus professores, era apresentado ao público.
- Campanha Volta

O projeto, em parceria com a Polícia Civil, tinha o objetivo de localizar pessoas desaparecidas no estado de Minas Gerais. Ele consiste na divulgação de imagens na mídia e pela chamada rede de solidariedade, integrada por empresas de ônibus, cinemas, metrô, além de outros setores. A campanha é considerada o mais amplo conjunto de ações do país para localizar desaparecidos. Fotos e dados sobre as pessoas que não estão mais em casa são desde então veiculadas na TV, rádios, jornais e outros veículos de comunicação. A veiculação das peças dá prioridade a menores, portadores de necessidades especiais e idosos. Através da campanha, em pouco mais de três anos foram encontradas mais de 3.000 pessoas em todo o estado.
- Proteja Nossas Crianças

O Servas se somou ao trabalho desenvolvido pelo Governo de Minas, na organização de uma grande campanha, lançada em 2008, contra a exploração sexual de crianças e adolescentes mineiros. No seu lançamento, foi divulgada a Carta de Minas Pelas Crianças e contou com o apoio de veículos de comunicação e de entidades de classes empresariais.

## Investigações
Andrea foi presa durante a Operação Patmos, na 41ª fase da Operação Lava Jato da Polícia Federal, em 18 de maio de 2017. A prisão foi devida a suspeitas que ela tenha pedido dinheiro ao empresário Joesley Batista, dono do grupo JBS, em nome do irmão, Aécio Neves. Após longa investigação judicial, Andrea foi inocentada das acusações pela 7ª Vara Criminal de São Paulo, responsável pelo caso. O advogado Fábio Tofic, que representou Andrea Neves no caso, afirmou que a decisão fez "Ruir o castelo de uma grande farsa, que alimentou o clamor público e fez muito mal à justiça". No dia 27 de julho, o TRF 3 confirmou a decisão da 1ª instância, confirmando a inocência de Andrea Neves das acusações e que sua prisão foi indevida.
O ex-presidente do Partido Progressista, Pedro Corrêa, no seu acordo de delação premiada em março de 2016, já havia mencionado que Andrea supostamente era operadora de propina para seu irmão senador. Em 2022, Pedro Corrêa voltou atrás e anunciou que pretende anular toda a sua delação, na qual provas nunca foram apresentadas.
Andrea também foi citada na delação do ex-diretor da Odebrecht, Benedicto Júnior. Mas em 2022, o STF decidiu rejeitar a denúncia por falta de provas. 

## Ligações Externas
- Página pessoal de Andrea Neves
- Andrea Neves da Cunha no Facebook